# ノーマル・ハート
ノーマル・ハート（原題: The Normal Heart）は、脚本家ラリー・クレイマーの自叙伝的舞台作品。

## 舞台
1985年4月21日、オフ・ブロードウェイのパブリックシアターで初演を迎え、294回公演された。
2011年4月19日、ブロードウェイで12週限定でリバイバル公演。

### 公演

#### オフ・ブロードウェイ
- 初演：1985年4月
- 出演：ブラッド・デイヴィス、ジョエル・グレイ 他

#### ロンドン
- 初演：1986年
- 出演：マーティン・シーン、トム・ハルス、ジョン・シェア 他

#### ブロードウェイ
- 再演：2011年4月19日
- 演出：ジョエル・グレイ
- 出演：ジョー・マンテロ、ジョン・ベンジャミン・ヒッキー、リー・ペイス、ジム・パーソンズ、エレン・バーキン 他

#### 日本
- 1995年1月16日、ポール・ラドニックのジェフリー上演記念特別企画として野口五郎、桑名正博、黒田アーサー、沢向要士、剣幸、斉藤晴彦、浅野和之らによる朗読劇として上演された。翌日には、デスティニー・オブ・ミーも上演。

### 受賞

#### 1986
ローレンス・オリヴィエ賞

#### 2011
トニー賞リバイバル賞・演劇助演男優賞・演劇助演女優賞

## テレビ映画
2014年5月25日、ライアン・マーフィーが映像化したスペシャルドラマがHBOで放送された。主演のマーク・ラファロは製作総指揮を兼任。日本ではスターチャンネルで2014年11月29日に放送された。製作総指揮にはブラッド・ピットも名を連ねる。
撮影は2013年6月8日ニューヨーク市で始まり、同年7月12日リトルイタリーで終わった。2014年5月23日、HBOで放送される前にトロントで行われたインサイドアウト映画祭で先行公開された。

### ストーリー
1981年、奔放な性を謳歌していたゲイたちの間に謎の伝染病が広がっていた。ジャーナリストのネッド（マーク・ラファロ）が病院を取材に訪れると、女性医師（ジュリア・ロバーツ）から現時点では対処法が無く不治の病であることを告げられる。ネッドはニューヨーク・タイムズの記者フェリックス（マット・ボマー）を訪ね尽力を求め、やがて惹かれあい恋に落ちる。
この病気は"ゲイ・キャンサー（癌）"と呼ばれ自治体やアンチゲイの世間からまともな対応をしてもらえず、またゲイの間でも性感染症であることを啓蒙しても聞き入れられなかった。この状況を打破すべくネッドは仲間達と共に団体、GMHC(Gay Men's Health Crisis)を設立、代表を務める。ホットラインで患者を支え、ニューヨーク市、特にゲイであることを隠してはいたが同じゲイたちにはバレバレだった市長に対しサポートを要求。フェリックスがAIDSを発症し痩せ衰えていく中、ゲイであることを公言しているネッドと隠しながら生きている仲間たちとのあいだに溝が生まれ、ネッドは団体を追い出される。

### キャスト
- マーク・ラファロ
- マット・ボマー
- テイラー・キッチュ
- ジム・パーソンズ
- アルフレッド・モリーナ
- ジュリア・ロバーツ
- ジョー・マンテロ（英語版）※2011年版の舞台でネッドを演じた
- B・D・ウォン
- ジョナサン・グロフ
- スティーブン・スピネラ
- デニス・オヘア
- コリー・ストール

### 受賞
- 第66回プライムタイム・エミー賞 作品賞[2]
- 第72回ゴールデングローブ賞 助演男優賞（マット・ボマー）[3]
- 第19回サテライト賞 テレビ主演男優賞（マーク・ラファロ）[4]